# Воллес (Індіана)
Воллес (англ. Wallace) — місто (англ. town) в США, в окрузі Фаунтен штату Індіана. Населення — 79 осіб (2020).

## Географія
Воллес розташований за координатами 39°59′15″ пн. ш. 87°8′53″ зх. д. / 39.98750° пн. ш. 87.14806° зх. д. (39.987544, -87.147997).  За даними Бюро перепису населення США в 2010 році місто мало площу 0,22 км², уся площа — суходіл.

## Демографія
Згідно з переписом 2010 року, у місті мешкало 105 осіб у 52 домогосподарствах у складі 28 родин. Густота населення становила 475 осіб/км².  Було 55 помешкань (249/км²).
Расовий склад населення:
| - 100,0 % — білих |

До двох чи більше рас належало 0,0 %. Частка іспаномовних становила 0,0 % від усіх жителів.
За віковим діапазоном населення розподілялося таким чином: 18,1 % — особи молодші 18 років, 59,0 % — особи у віці 18—64 років, 22,9 % — особи у віці 65 років та старші. Медіана віку мешканця становила 45,5 року. На 100 осіб жіночої статі у місті припадало 94,4 чоловіків;  на 100 жінок у віці від 18 років та старших — 104,8 чоловіків також старших 18 років.
Середній дохід на одне домашнє господарство  становив 35 034 долари США (медіана — 28 594), а середній дохід на одну сім'ю — 39 985 доларів (медіана — 40 625). За межею бідності перебувало 32,7 % осіб, у тому числі 70,8 % дітей у віці до 18 років та 17,4 % осіб у віці 65 років та старших.
Цивільне працевлаштоване населення становило 47 осіб. Основні галузі зайнятості: науковці, спеціалісти, менеджери — 21,3 %, роздрібна торгівля — 17,0 %, виробництво — 17,0 %.